# Terra di Gaibola
Terra di Gaibola è il secondo album in studio del cantautore italiano Lucio Dalla, pubblicato nel giugno 1970 dall'etichetta discografica RCA Italiana.

## Descrizione
L'album Terra di Gaibola (Gaibola è una frazione collinare di Bologna) segue il precedente di 4 anni; in questo periodo Dalla ha inciso vari 45 giri, nessuno dei quali però viene incluso in questo disco.
Le vendite del disco sono abbastanza basse, e non verrà più ristampato dalla RCA fino alla seconda metà degli anni ottanta, diventando quindi una rarità discografica. A metà degli anni novanta sarà ristampato su CD.
Gli arrangiamenti sono di Guido e Maurizio De Angelis, in seguito conosciuti anche come Oliver Onions (tranne che per le canzoni Orfeo bianco e Sylvie, arrangiate da Ruggero Cini), che sperimentano anche alcune soluzioni innovative, come ad esempio la registrazione del sonoro di un tribunale in Non sono matto (che è, tra l'altro, l'arringa di un imputato di omicidio pronunciata in propria difesa): questa canzone è, inoltre, la prima (e per altri sette anni l'unica) con un testo scritto da Lucio Dalla (su musica di Gino Paoli).
La produzione è accreditata a "Terra di Gaibola"; alla registrazione partecipa il gruppo di Lucio Dalla, Gli Idoli; le foto presenti sul retro di copertina sono di Romolo Forlai, che aveva suonato con Dalla al tempo dei Flippers.
Lo standard jazz Stars Fell on Alabama del 1934 (interpretato anche da Ella Fitzgerald, Frank Sinatra e, in Italia, da Mina), è eseguito in versione strumentale, suonata al clarinetto dallo stesso Dalla, mentre ABCDEFG è un brano scat, quindi senza testo. La canzone Dolce Susanna fu incisa anche nello stesso anno da Ron, mentre Occhi di ragazza era stata già interpretata da Gianni Morandi. Fumetto invece divenne la sigla del programma per ragazzi dedicato ai cartoni animati e ai fumetti Gli eroi di cartone, presentato dallo stesso Dalla. Nello stesso anno Il mio fiore nero (cover di una canzone scritta da Roy Phillips, il tastierista dei Peddlers) viene incisa anche da Patty Pravo e pubblicata nel maggio del 1970 su singolo, accoppiata a Per Te di Mogol/Battisti. Da quest'album viene tratto il 45 giri con Sylvie e, sul retro, Orfeo bianco, che, a differenza dell'LP, ottiene un discreto successo; la canzone Il fiume e la città diventerà l'anno dopo il lato B di 4/3/1943.
L'album è stato pubblicato dalla RCA Italiana nel 1970 in versione LP, con numero di catalogo PSL 10462, e musicassetta. La ristampa del 1989 presenta una grafica quasi identica all'originale. Il nuovo numero di catalogo è NL 74270.

## Tracce
Lato A
1. Il fiume e la città – 3:48 (testo: Sergio Bardotti – musica: Lucio Dalla)
2. Orfeo bianco – 3:35 (testo: Paola Pallottino – musica: Lucio Dalla)
3. Dolce Susanna – 2:21 (testo: Sergio Bardotti, Gianfranco Baldazzi – musica: Lucio Dalla)
4. ABCDEFG – 2:27 (musica: Lucio Dalla)
5. Stars Fell on Alabama – 3:26 (testo: Mitchell Parish – musica: Frank Perkins)

Lato B
1. Fumetto – 2:04 (testo: Sergio Bardotti, Gianfranco Baldazzi – musica: Lucio Dalla)
2. Sylvie – 3:01 (testo: Sergio Bardotti, Gianfranco Baldazzi – musica: Lucio Dalla)
3. Africa – 4:08 (testo: Paola Pallottino, Sergio Bardotti – musica: Lucio Dalla)
4. Non sono matto (o la capra Elisabetta) – 4:01 (testo: Lucio Dalla – musica: Gino Paoli)
5. K.O. – 4:37 (testo: Sergio Bardotti – musica: Lucio Dalla)
6. Occhi di ragazza – 3:08 (testo: Sergio Bardotti, Gianfranco Baldazzi – musica: Lucio Dalla)
7. Il mio fiore nero (Girlie) – 2:55 (testo: Roy Phillips, Franco Migliacci)

## Formazione
- Lucio Dalla – voce, tastiera, clarinetto
- Gli Idoli:
  - Beppe Barlozzari – chitarra, voce
  - Giorgio Lecardi – chitarra, batteria
  - Giovanni Pezzoli -- batteria
  - Bruno Cabassi – organo, tastiera
  - Emanuele Ardemagni – basso
  - Renzo Fontanella – violino, flauto, basso